# Lijst van trainers van St. Louis City SC
Deze lijst omvat de voetbalcoaches die de Amerikaanse club St. Louis City hebben getraind vanaf 2023 tot op heden.
| Seizoen | Trainer(s)                        | Prijzen | Bijzonderheden |
| ------- | --------------------------------- | ------- | -------------- |
| 2025    | Olof Mellberg                     |         | 0              |
| 2024    | John Hackworth (interim)          |         | 0              |
| 2024    | Bradley Carnell (tot 1 juli 2024) |         | 0              |
| 2023    | Bradley Carnell (tot 1 juli 2024) |         | 0              |